# Muara Ikan
Muara Ikan is een bestuurslaag in het regentschap Muara Enim van de provincie Zuid-Sumatra, Indonesië. Muara Ikan telt 719 inwoners (volkstelling 2010).